# 김기정 (1962년)
김기정(金基正, 1962년 7월 13일 ~ )은 대한민국의 전 법관(판사)이다. 1990년 수원지방법원 판사로 임명되어 각급 법원 판사 등으로 근무하였고 2018년 2월 13일부터 2020년 2월 13일까지 서울서부지방법원장을 역임하였다.

## 생애
1962년 서울특별시에서 태어나 환일고등학교를 거쳐 1986년 고려대학교 법학과를 나온 김기정은 1984년 제26회 사법시험 합격해 제16기로 사법연수원을 수료했다. 1990년 수원지방법원 판사에 임용된 후 서울민사지방법원, 청주지방법원 충주지원, 서울지방법원 남부지원(현 서울남부지방법원) 등에서 판사로 근무하였고, 대법원 재판연구관(판사)으로 근무한 후 청주지방법원 제천지원장(부장판사)에 보임되었다. 사법연수원 교수(부장판사)를 거쳐 2002년 8월 서울북부지방법원 부장판사에 보임되었으며 서울중앙지방법원, 인천지방법원에서 부장판사로 근무하다가 2011년 2월 서울고등법원 부장판사로 보임되었다(사실상 승진). 2016년 2월에 법원도서관장에 보임되었으며 2018년 2월부터 2020년 2월 퇴직할 때까지 서울서부지방법원장으로 근무하였다.
김기정은 2018년 3월 고위 공직자 재산 신고에서 아파트 매도와 임대소득 등으로 13억 7,591만 원이 늘어난 52억 610만 원의 재산을 신고했다.

## 주요 판결
- 서울중앙지방법원 제28형사부 재판장으로 재직하던 2009년 4월 14일에, 2004년 11월부터 1년여 형사 피고인이 납부한 벌금을 자신의 계좌에 입금하는 등 모두 7차례에 걸쳐 32억여 원을 횡령하여 주식과 부동산 등에 투자한 전 서울고등검찰청 경리계 7급 직원에게 "피고인이 횡령한 금액 가운데 일부를 갚기는 했으나 여전히 14억 원이 회수되지 않았고 이 돈이 모두 회수될 가능성도 높아 보이지 않는다."라고 하면서 징역 5년 추징금 14억 4천만 원을 선고했다.[2]